# کاروانسرای قدمگاه

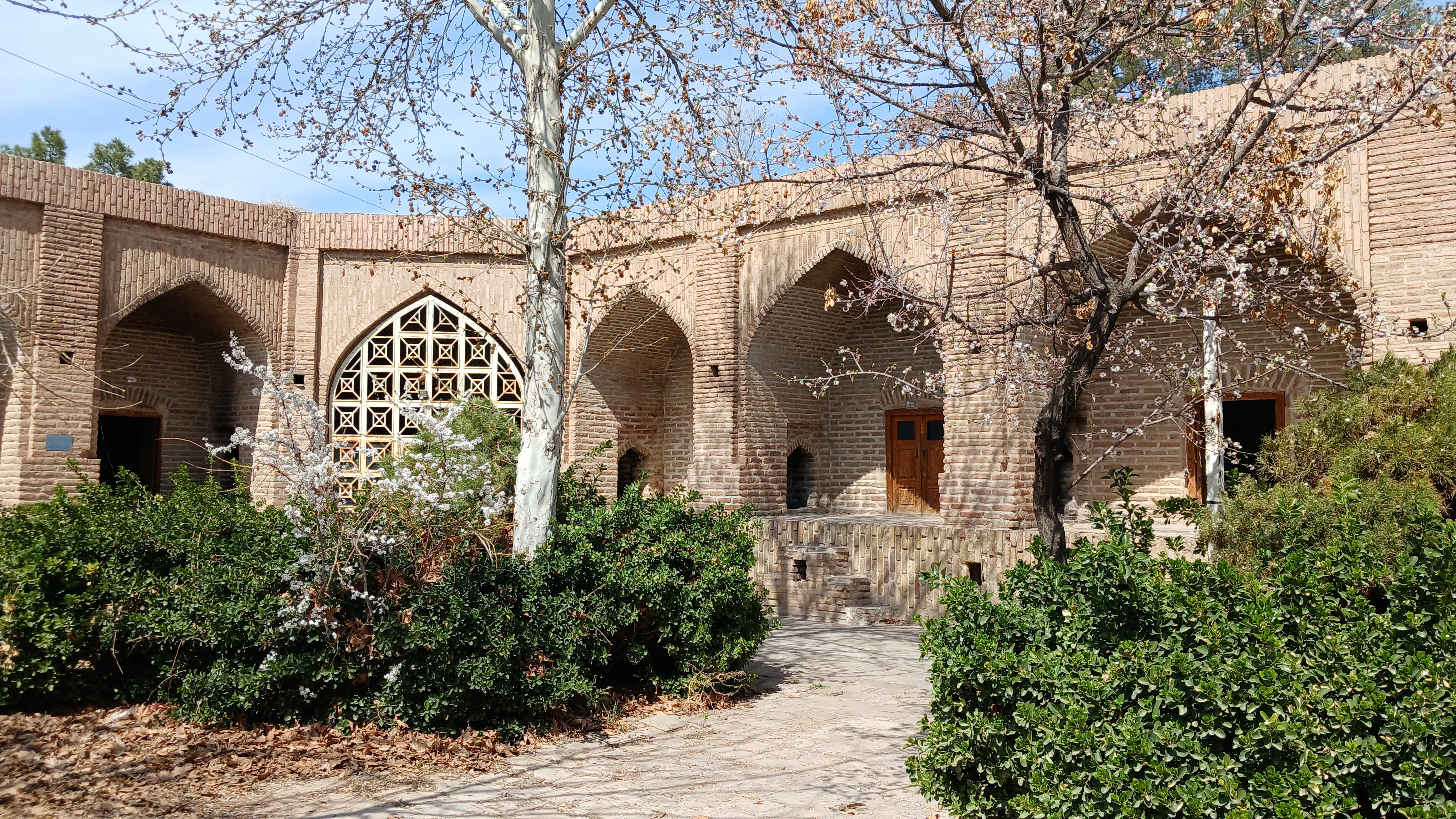
نمایی از حیاط مرکزی کاروانسرا

کاروانسرای قدمگاه؛ نام کاروانسرایی تاریخی مربوط به دورهٔ صفوی است و در شهرستان زبرخان، بخش مرکزی، شهر قدمگاه واقع شده و این اثر در تاریخ ۲۷ بهمن ۱۳۸۲ با شمارهٔ ثبت ۱۰۹۱۳ به‌عنوان یکی از آثار ملی ایران به ثبت رسیده‌است.

## نگارخانه

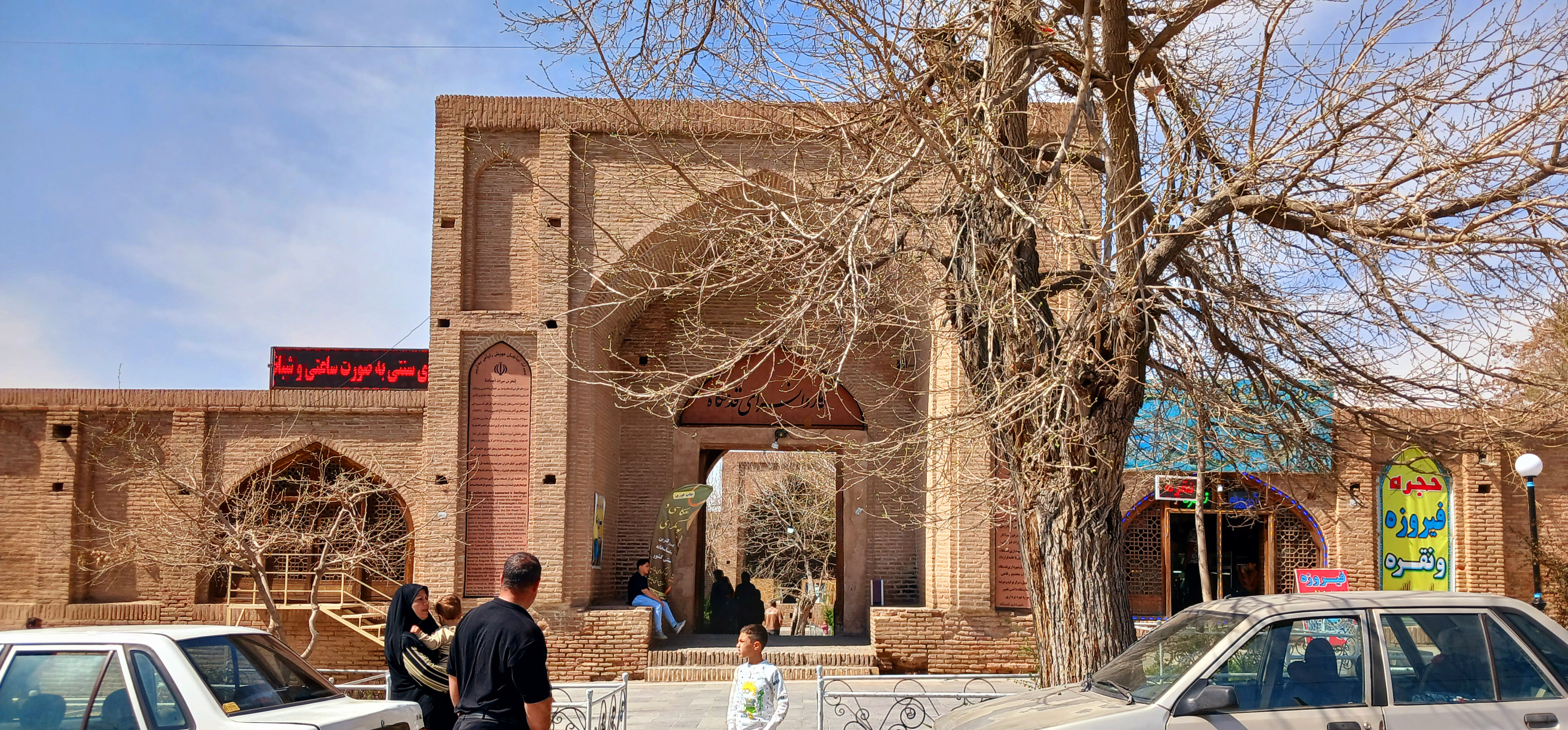
سردر ورودی کاروانسرا
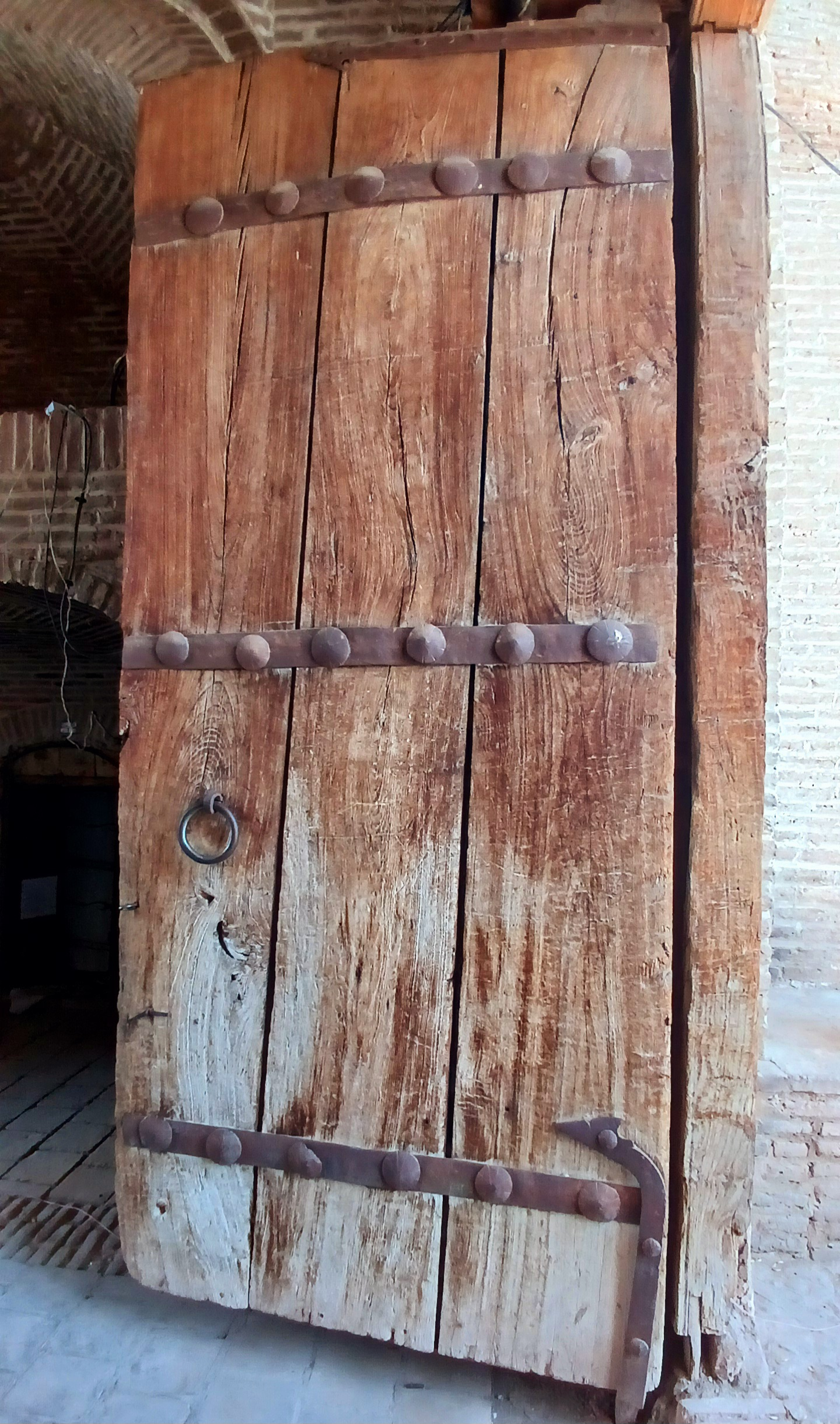
درب تاریخی و ارزشمند کاروانسرا
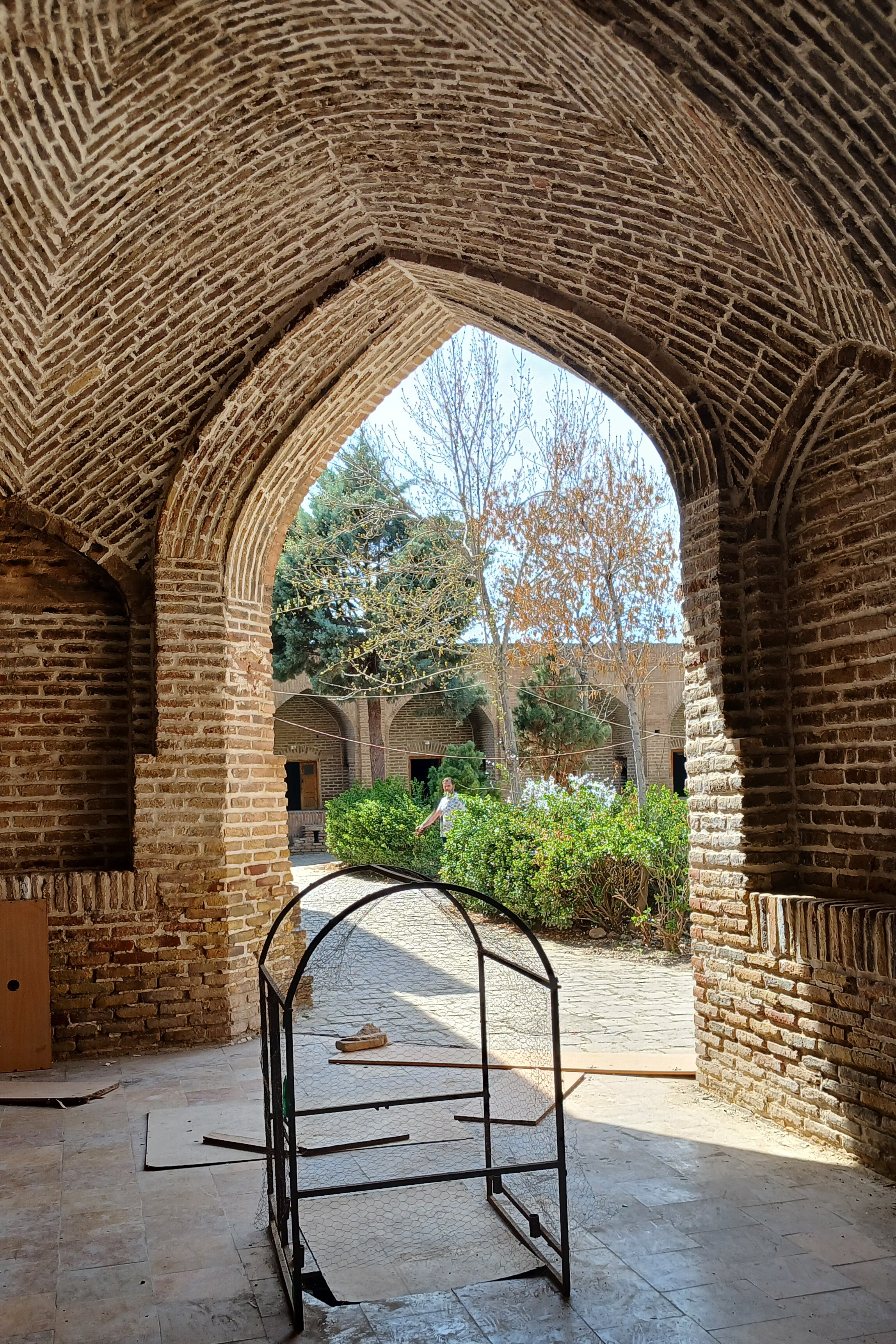
نمایی از داخل رواق کاروانسرا
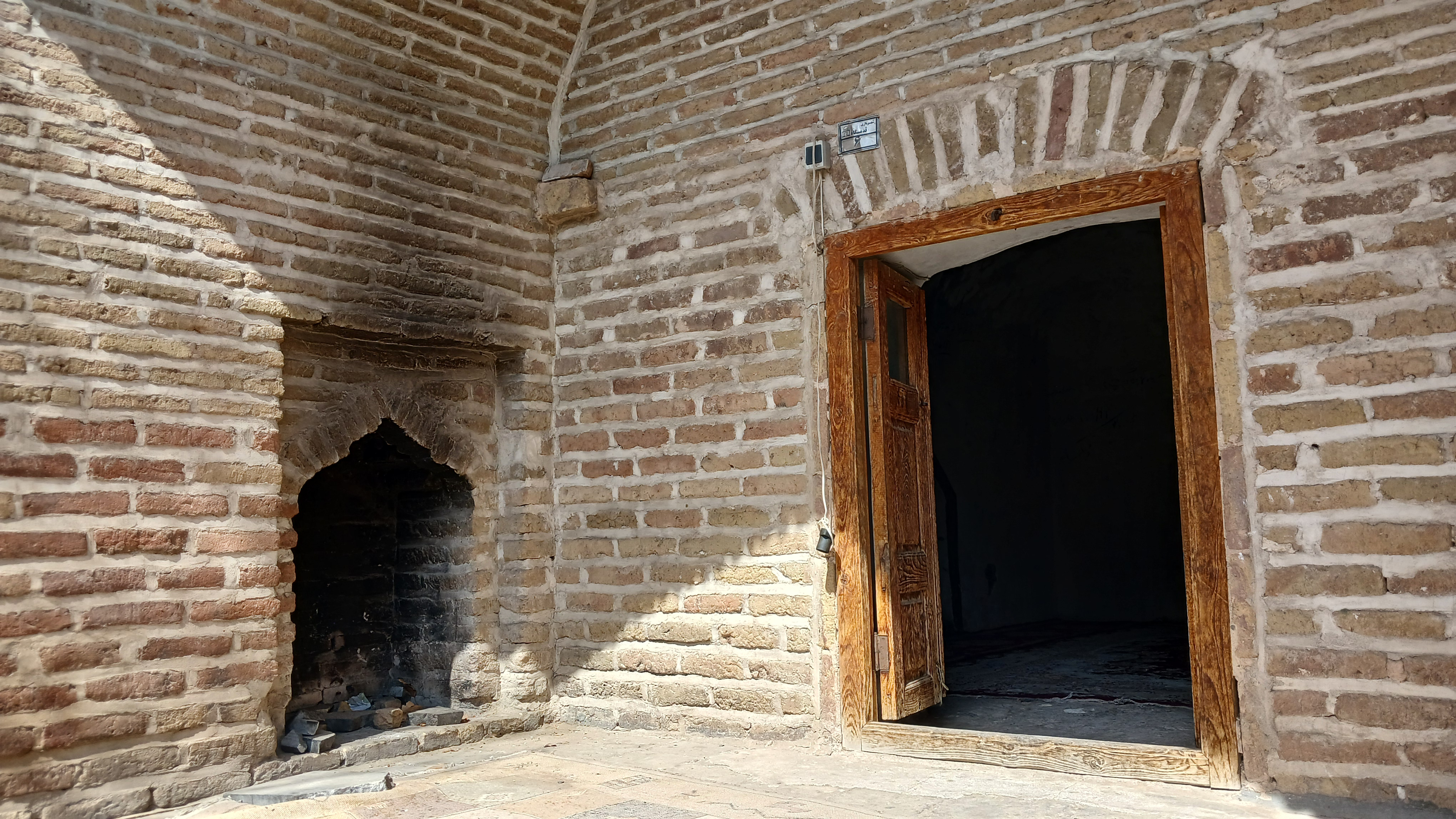
حجره های دور تا دور حیاط کاروانسرا، هرکدام دارای یک اجاق برای خود بوده اند
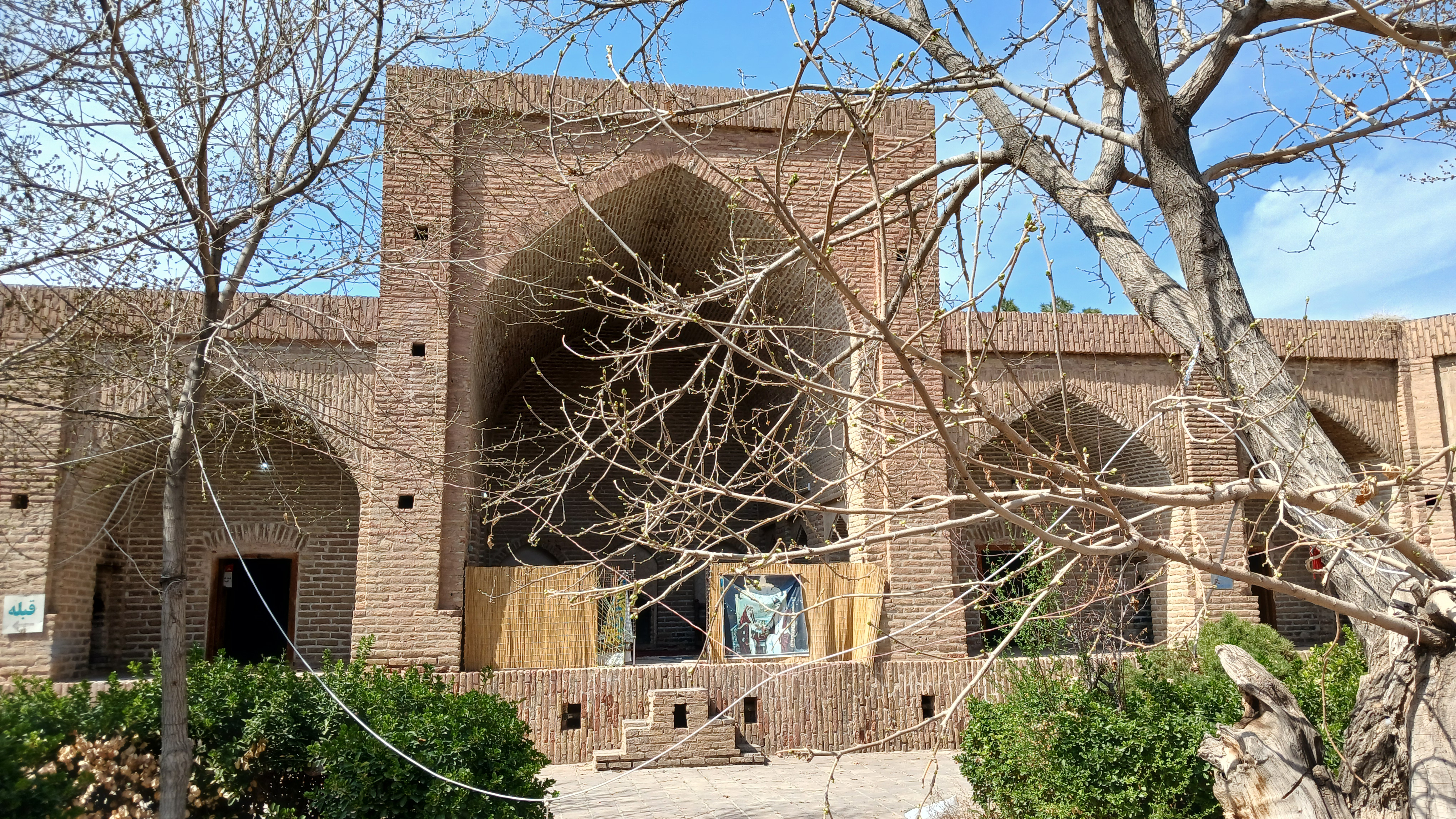
ایوان غربی حیاط کاروانسرا